# Zoológico de Memphis

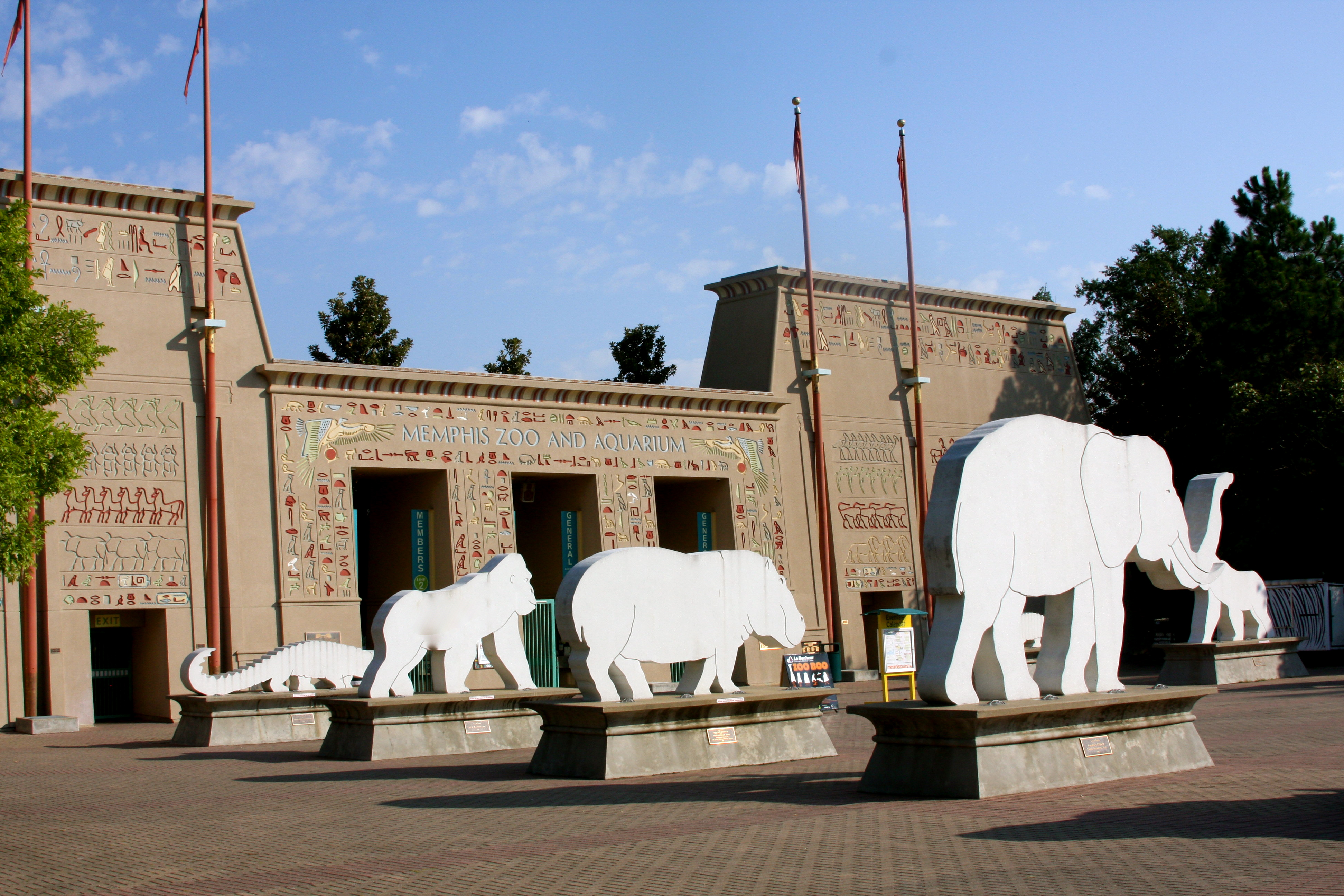
Vista exterior del Zoológico de Memphis.

El Zoológico de Memphis está en el Parque de Overton en la ciudad estadounidense de Memphis, Tennessee.  Se fundó en 1906 con los propósitos de educación y conservación.  Ahora, hay más de 3.500 animales en exhibición en el zoológico, cubriendo casi 23 hectáreas.     
El propósito de educación se hace con programas para diferentes rangos de edades, desde los más jóvenes a los más mayores.    
El propósito de conservación se hace con investigaciones continuas en ramas de la ciencia, como la biología y la ciencia medioambiental.  El Zoológico de Memphis trata de ayudar en los esfuerzos de conservación en los EE. UU. y en todo el mundo.
La exhibición de los animales se altera de forma frecuente, dando también especial atención a las flores. Fue galardonado como el mejor zoológico de los Estados Unidos por TripAdvisor.com.[cita requerida] El zoológico de Memphis está abierto todos los días de 9:00 a. m. a 6:00 p. m.